# Quota Hare
La quota Hare o quocient Hare és una fórmula utilitzada en sistemes de representació proporcional que representa el nombre de vots requerits per obtenir un escó. Resulta de dividir el nombre de vots vàlids d'unes eleccions entre el nombre d'escons en joc. S'utilitza en sistemes electorals de vot únic transferible o en sistemes de representació proporcional per llistes electorals que utilitzen el mètode de la resta major.
La quota Hare/Niemeyer, o sistema de proporcions matemàtiques, va ser desenvolupada pel matemàtic alemany Niemeyer i promoguda per a un sistema electoral pel jurista anglès Thomas Hare. Es realitza mitjançant una fórmula modificada.

## Repartiment
Si es trien {\displaystyle n}escons per a un òrgan col·legiat, i s'emeten {\displaystyle m}vots vàlids, s'estableix una quota {\displaystyle q} la qual servirà per a repartir els vots. Aquesta quota es calcula mitjançant la fórmula:
{\displaystyle q={\frac {m}{n}}}
amb {\displaystyle q} aproximat a l'enter més proper inferior.
Si la {\displaystyle i}-èssima llista de {\displaystyle I} llistes inscrites obté {\displaystyle m_{i}} vots, aquesta llista obtindrà {\displaystyle e_{i}} escons per quota i {\displaystyle r_{i}} vots per residu mitjançant la fórmula: {\displaystyle m_{i}=qe_{i}+r_{i}}
{\displaystyle e_{i}=\left\lfloor {\frac {m_{i}}{q}}\right\rfloor ,r_{i}=m_{i}-qe_{i}}
Sigui {\displaystyle k} el nombre d'escons que no són obtinguts per quota:
{\displaystyle k=n-\sum _{i=1}^{I}e_{i}}
Aquests {\displaystyle k} escons són repartits entre els majors {\displaystyle k} residus {\displaystyle r_{i}}.
D'aquesta forma, el nombre total d'escons de l'{\displaystyle i}-èssim partit serà {\displaystyle p_{i}=e_{i}}{\displaystyle p_{i}=e_{i}+1}.

## Característiques
Habitualment el seu resultat és menys favorable als partits grans que el que obtenen mitjançant l'aplicació de les quotes Imperiali, Droop o Faraco. Produeix quocients majors, per la qual cosa, excepte en casos molt especials, hi haurà menys candidats triats per quocient que escons disponibles. Els escons restants se solen repartir per un sistema com el mètode de la resta major.

## Exemples
Suposant que es presentin set partits per triar 21 escons, els partits reben 1.000.000 vots repartits així:
| Partit A | 391.000 vots |
| Partit B | 311.000 vots |
| Partit C | 184.000 vots |
| Partit D | 73.000 vots  |
| Partit E | 27.000 vots  |
| Partit F | 12.000 vots  |
| Partit G | 2.000 vots   |

| Partit              |                        | Partit A            | Partit B            | Partit C            | Partit D            | Partit E            | Partit F            | Partit G            | Total     |
| ------------------- | ---------------------- | ------------------- | ------------------- | ------------------- | ------------------- | ------------------- | ------------------- | ------------------- | --------- |
| Vots per partit     | {\displaystyle m_{i}}  | 391.000             | 311.000             | 184.000             | 73.000              | 27.000              | 12.000              | 2.000               | 1.000.000 |
| Quocient            | {\displaystyle m/n}    | {\displaystyle m/n} | {\displaystyle m/n} | {\displaystyle m/n} | {\displaystyle m/n} | {\displaystyle m/n} | {\displaystyle m/n} | {\displaystyle m/n} | 47.619    |
| Escons per quocient | {\displaystyle e_{i}}  | 8                   | 6                   | 3                   | 1                   | 0                   | 0                   | 0                   | 18        |
| Vots per quocient   | {\displaystyle qe_{i}} | 380.952             | 285.714             | 142.857             | 47.619              | 0                   | 0                   | 0                   | 857.142   |
| Vots de residu      | {\displaystyle r_{i}}  | 10.048              | 25.286              | 41.143              | 25.381              | 27.000              | 12.000              | 2.000               | 142 858   |
| Escons per residu   |                        |                     |                     | +1                  | +1                  | +1                  |                     |                     | +3        |
| Total d'escons      | {\displaystyle p_{i}}  | 8                   | 6                   | 4                   | 2                   | 1                   | 0                   | 0                   | 21        |

Es pot, tanmateix, crear un simulador propi de forma senzilla.